# Midway (Utah)
Midway – miasto w Stanach Zjednoczonych, w stanie Utah, w hrabstwie Wasatch. W 2010 zamieszkiwało w nim ponad 4000 osób.

## Współpraca
Miejscowość partnerska:
- Trubschachen, Szwajcaria